# Marta Maffei
Marta Olinda Maffei (Temperley, provincia de Buenos Aires, 14 de noviembre de 1940) es una docente, política y dirigente sindical argentina principalmente reconocida por encabezar la instalación de la Carpa Blanca Docente frente al Congreso de la Nación en reclamo de aumento de fondos para la educación entre 1997 y 1999, durante su desempeño del cargo de Secretaria General de la Confederación de Trabajadores de la Educación (CTERA).

## Biografía
Su actividad sindical y su carrera docente fueron desarrollándose a la par. En 1959 fue delegada escolar del sindicato docente. Comenzó su militancia en la Unión Cívica Radical Intransigente a fines de la década del 60, para después unirse al Partido Intransigente, fundado por Oscar Alende. Para esa época, Maffei daba sus primeros pasos como maestra. Ejerció la docencia durante 17 años en escuelas primarias, y 25 en colegios secundarios.
En 1973 participó de la fundación de CTERA –Confederación de Trabajadores de la educación de la República Argentina- que agrupó 146 sindicatos nacionales. La entidad fue intervenida por la dictadura cívico-militar en 1976 y sus dirigentes fueron perseguidos, encarcelados y asesinados, lo que la llevó a trasladarse a Neuquén. En 1982 (aún en dictadura) cofundó la Asociación de Trabajadores de la Educación de Neuquén (ATEN) y ejerció el cargo de Secretaria del Partido Intransigente provincial  presidido por el neuquino Raúl E. Abarzúa, con quién conjuntamente, trabajan en la defensa de los derechos humanos y en regreso de la Democracia, también fue Secretaria  de Educación Media y socia fundadora de la mutual de trabajadores de la educación de Neuquén, MUTEN, siendo su Secretaria durante dos períodos.
En 1985, ya en democracia, fue elegida como Secretaria General del gremio provincial (ATEN). Renovó su mandato en varias oportunidades hasta 1992. Además fue miembro de la Confederación General del Trabajo Seccional Neuquén entre 1985 y 1990. Desde 1987 desempeñó, simultáneamente, la Secretaría General de ATEN y  también fue Secretaria de Educación Media en la Junta Ejecutiva de CTERA, donde también desempeñó sucesivamente la Secretaria Gremial y la Secretaria General Adjunta. En 1991, fue miembro fundador de CTA, Central de Trabajadores Argentinos.
El 14 de agosto de 1995 asumió la dirección de CTERA con el 70 por ciento de los votos, como sucesora de Mary Sánchez. Cargo en el que fue reelegida en varias oportunidades y ocupó hasta el año 2003 cuando renunció para asumir su cargo de Diputada Nacional, incompatible estatutariamente en CTERA, con el cargo sindical. Simultáneamente fue desde 1995 y hasta 2005 Secretaria General Adjunta de la CTA.
Desde 1995 presidió la IEAL, Internacional de la Educación para América Latina. Fue reelegida en tres oportunidades. Además desde 1998 y hasta el 2004 fue miembro del Consejo Ejecutivo Mundial de la Internacional de la Educación, con sede en Bruselas. Durante el año 2000 fue miembro Paritario para la Negociación Colectiva de la OIT dirigida a la Educación a lo largo de la vida, en representación de los Trabajadores de la Educación a nivel mundial.
En 2003, fue electa Diputada Nacional, en representación de la Provincia de Buenos Aires, por el ARI. Ejerciendo durante el período 2003-2007.. 
En 2005, fue candidata a Senadora Nacional, en representación de la Provincia de Buenos Aires, por el ARI. Sin embargo, quedó tercera y no logró acceder a una banca.
En 2009, encabezó la fundación del partido Unidad Popular, del que fue vicepresidenta hasta 2015
Su actividad en la actualidad se centra en el dictado de conferencias, cursos, jornadas en función de visibilizar la conflictividad socioambiental y promover conductas individuales y colectivas, públicas y privadas para prevenir, preservar, atender y remediar la multiplicidad de conflictos socioambientales generados por las formas de producción y consumo.

## Principales hitos

### Conflicto de la Carpa Blanca
La Carpa Blanca fue una de las protestas más extensas de la década de 1990 en la República Argentina, llevada a cabo por los sectores docentes, quienes reclamaban un aumento en los fondos económicos destinados a la educacióna través de la sanción de una Ley de Financiamiento Educativo y la derogación de la Ley Federal. Fue un hito en la lucha docente y en la sociedad toda, para este entonces Marta Maffei era la Secretaria General de CTERA una de las organizaciones que encabezaba esta peculiar protesta.

### Conflicto del paro docente en Entre Ríos
En mayo de 2003, el presidente Néstor Kirchner, el gobernador de Entre Ríos, Sergio Montiel y Marta Maffei (entonces titular de CTERA), firmaron el acuerdo que puso fin a un extenso paro docente de 70 días en esta provincia, que impidió la iniciación del ciclo lectivo dado que los docentes no percibían su salario desde hacía 3 meses.
El acuerdo consistió en que la Nación abonó la totalidad de la deuda salarial de los maestros y el gobierno provincial se comprometió a pagar sin atrasos a sus docentes. El acuerdo establecía que el gobierno nacional saldaría dentro de 10 días hábiles la deuda salarial de 84 millones de pesos hasta abril de ese año con los maestros, y que estos, a su vez, decidieron suspender el paro que había impedido el inicio de ciclo lectivo.
Dado que los chicos tampoco terminaron el año escolar 2002 por los conflictos, se acordó con el ministro de Educación, Daniel Filmus, la creación de una comisión para la recuperación de la totalidad de los contenidos educativos.

## Diputada Nacional
Fue Diputada Nacional por el ARI desde diciembre de 2003 hasta diciembre de 2007, integrante de las comisiones de Educación, Población, Comercio y Recursos naturales y Medioambiente. Presentó más de 40 Proyectos de ley entre los que se destacan temáticas como la educación sexual, financiamiento educativo, educación ambiental, protección de bosques, presupuestos mínimos para la protección de Glaciares, protección de recursos pesqueros, suspensión de desalojos indígenas, suspensión de ejecuciones hipotecarias y protección de humedales.

## Reconocimientos
- 2011: Premio Palas Atenea - Por su compromiso en defensa de la Educación y el medio ambiente.[10]
- 2019: Mención de Honor "Juana Azurduy", otorgada por el Senado de la Nación Argentina , «Por sus contribuciones en la defensa del Ambiente y el Buen Vivir».[18]